# Sukinanda
„#sukinanda” (jap. ＃好きなんだ; Hasztag sukinanda) – czterdziesty dziewiąty singel japońskiego zespołu AKB48, wydany w Japonii 30 sierpnia 2017 roku przez You! Be Cool.
Singel został wydany w jedenastu edycjach: pięciu regularnych i pięciu limitowanych (Type A, Type B, Type C, Type D, Type E) oraz „teatralnej” (CD). Osiągnął 1 pozycję w rankingu Oricon i pozostał na liście przez 18 tygodni. Singel zdobył status płyty Milion.

## Lista utworów
Wszystkie utwory zostały napisane przez Yasushiego Akimoto.

### Type A
| CD | CD                                                                | CD                | CD                | CD      |
| Nr | Tytuł utworu                                                      | Kompozycja        | Aranżacja         | Długość |
| -- | ----------------------------------------------------------------- | ----------------- | ----------------- | ------- |
| 1. | „#sukinanda” (jap. ＃好きなんだ)                                  | Shintarō Itō      | Takayuki Ōta      |         |
| 2. | „Darashinai aishikata” (jap. だらしない愛し方) (wyk. Under Girls) | Takahiro Furukawa | Takahiro Furukawa |         |
| 3. | „Tomadotte tameratte” (jap. 戸惑ってためらって) (wyk. Next Girls) | Yo-Hey            | Yo-Hey            |         |
| 4. | „#sukinanda” (jap. ＃好きなんだ) (off vocal ver.)                 | Shintarō Itō      | Takayuki Ōta      |         |
| 5. | „Darashinai aishikata” (jap. だらしない愛し方) (off vocal ver.)   | Takahiro Furukawa | Takahiro Furukawa |         |
| 6. | „Tomadotte tameratte” (jap. 戸惑ってためらって) (off vocal ver.)  | Yo-Hey            | Yo-Hey            |         |

| DVD | DVD                                                           | DVD     |
| Nr  | Tytuł utworu                                                  | Długość |
| --- | ------------------------------------------------------------- | ------- |
| 1.  | „#sukinanda” (jap. ＃好きなんだ) (Music Video)                |         |
| 2.  | „Darashinai aishikata” (jap. だらしない愛し方) (Music Video)  |         |
| 3.  | „Tomadotte tameratte” (jap. 戸惑ってためらって) (Music Video) |         |

### Type B
| CD | CD                                                                             | CD                | CD                | CD      |
| Nr | Tytuł utworu                                                                   | Kompozycja        | Aranżacja         | Długość |
| -- | ------------------------------------------------------------------------------ | ----------------- | ----------------- | ------- |
| 1. | „#sukinanda” (jap. ＃好きなんだ)                                               | Shintarō Itō      | Takayuki Ōta      |         |
| 2. | „Darashinai aishikata” (jap. だらしない愛し方) (wyk. Under Girls)              | Takahiro Furukawa | Takahiro Furukawa |         |
| 3. | „Jibuntachi no koi ni kagitte” (jap. 自分たちの恋に限って) (wyk. Future Girls) | Kyōichi Miyazaki  | Makoto Wakatabe   |         |
| 4. | „#sukinanda” (jap. ＃好きなんだ) (off vocal ver.)                              | Shintarō Itō      | Takayuki Ōta      |         |
| 5. | „Darashinai aishikata” (jap. だらしない愛し方) (off vocal ver.)                | Takahiro Furukawa | Takahiro Furukawa |         |
| 6. | „Jibuntachi no koi ni kagitte” (jap. 自分たちの恋に限って) (off vocal ver.)    | Kyōichi Miyazaki  | Makoto Wakatabe   |         |

| DVD | DVD                                                                      | DVD     |
| Nr  | Tytuł utworu                                                             | Długość |
| --- | ------------------------------------------------------------------------ | ------- |
| 1.  | „#sukinanda” (jap. ＃好きなんだ) (Music Video)                           |         |
| 2.  | „Darashinai aishikata” (jap. だらしない愛し方) (Music Video)             |         |
| 3.  | „Jibuntachi no koi ni kagitte” (jap. 自分たちの恋に限って) (Music Video) |         |

### Type C
| CD | CD                                                                | CD                | CD                | CD      |
| Nr | Tytuł utworu                                                      | Kompozycja        | Aranżacja         | Długość |
| -- | ----------------------------------------------------------------- | ----------------- | ----------------- | ------- |
| 1. | „#sukinanda” (jap. ＃好きなんだ)                                  | Shintarō Itō      | Takayuki Ōta      |         |
| 2. | „Darashinai aishikata” (jap. だらしない愛し方) (wyk. Under Girls) | Takahiro Furukawa | Takahiro Furukawa |         |
| 3. | „Tsuki no kamen” (jap. 月の仮面) (wyk. Upcoming Girls)            | Tatsuya Kawanishi | Makoto Wakatabe   |         |
| 4. | „#sukinanda” (jap. ＃好きなんだ) (off vocal ver.)                 | Shintarō Itō      | Takayuki Ōta      |         |
| 5. | „Darashinai aishikata” (jap. だらしない愛し方) (off vocal ver.)   | Takahiro Furukawa | Takahiro Furukawa |         |
| 6. | „Tsuki no kamen” (jap. 月の仮面) (off vocal ver.)                 | Tatsuya Kawanishi | Makoto Wakatabe   |         |

| DVD | DVD                                                          | DVD     |
| Nr  | Tytuł utworu                                                 | Długość |
| --- | ------------------------------------------------------------ | ------- |
| 1.  | „#sukinanda” (jap. ＃好きなんだ) (Music Video)               |         |
| 2.  | „Darashinai aishikata” (jap. だらしない愛し方) (Music Video) |         |
| 3.  | „Tsuki no kamen” (jap. 月の仮面) (Music Video)               |         |

### Type D
| CD | CD                                                                  | CD                | CD                | CD      |
| Nr | Tytuł utworu                                                        | Kompozycja        | Aranżacja         | Długość |
| -- | ------------------------------------------------------------------- | ----------------- | ----------------- | ------- |
| 1. | „#sukinanda” (jap. ＃好きなんだ)                                    | Shintarō Itō      | Takayuki Ōta      |         |
| 2. | „Darashinai aishikata” (jap. だらしない愛し方) (wyk. Under Girls)   | Takahiro Furukawa | Takahiro Furukawa |         |
| 3. | „Private Summer” (jap. プライベートサマー) (wyk. SHOWROOM Senbatsu) | Shin'ya Tanaka    | Ikuta Machine     |         |
| 4. | „#sukinanda” (jap. ＃好きなんだ) (off vocal ver.)                   | Shintarō Itō      | Takayuki Ōta      |         |
| 5. | „Darashinai aishikata” (jap. だらしない愛し方) (off vocal ver.)     | Takahiro Furukawa | Takahiro Furukawa |         |
| 6. | „Private Summer” (jap. プライベートサマー) (off vocal ver.)         | Shin'ya Tanaka    | Ikuta Machine     |         |

| DVD | DVD                                                          | DVD     |
| Nr  | Tytuł utworu                                                 | Długość |
| --- | ------------------------------------------------------------ | ------- |
| 1.  | „#sukinanda” (jap. ＃好きなんだ) (Music Video)               |         |
| 2.  | „Darashinai aishikata” (jap. だらしない愛し方) (Music Video) |         |
| 3.  | „Private Summer” (jap. プライベートサマー) (Music Video)     |         |

### Type E
| CD | CD                                                                | CD                | CD                   | CD      |
| Nr | Tytuł utworu                                                      | Kompozycja        | Aranżacja            | Długość |
| -- | ----------------------------------------------------------------- | ----------------- | -------------------- | ------- |
| 1. | „#sukinanda” (jap. ＃好きなんだ)                                  | Shintarō Itō      | Takayuki Ōta         |         |
| 2. | „Darashinai aishikata” (jap. だらしない愛し方) (wyk. Under Girls) | Takahiro Furukawa | Takahiro Furukawa    |         |
| 3. | „Give Up wa shinai” (jap. ギブアップはしない)                     | Masahiro Kawaura  | Yūichi "Masa" Nonaka |         |
| 4. | „#sukinanda” (jap. ＃好きなんだ) (off vocal ver.)                 | Shintarō Itō      | Takayuki Ōta         |         |
| 5. | „Darashinai aishikata” (jap. だらしない愛し方) (off vocal ver.)   | Takahiro Furukawa | Takahiro Furukawa    |         |
| 6. | „Give Up wa shinai” (jap. ギブアップはしない) (off vocal ver.)    | Masahiro Kawaura  | Yūichi "Masa" Nonaka |         |

| DVD | DVD                                                          | DVD     |
| Nr  | Tytuł utworu                                                 | Długość |
| --- | ------------------------------------------------------------ | ------- |
| 1.  | „#sukinanda” (jap. ＃好きなんだ) (Music Video)               |         |
| 2.  | „Darashinai aishikata” (jap. だらしない愛し方) (Music Video) |         |
| 3.  | „Give Up wa shinai” (jap. ギブアップはしない) (Music Video)  |         |

### Wer. teatralna
| CD | CD                                                                          | CD                | CD                | CD      |
| Nr | Tytuł utworu                                                                | Kompozycja        | Aranżacja         | Długość |
| -- | --------------------------------------------------------------------------- | ----------------- | ----------------- | ------- |
| 1. | „#sukinanda” (jap. ＃好きなんだ)                                            | Shintarō Itō      | Takayuki Ōta      |         |
| 2. | „Darashinai aishikata” (jap. だらしない愛し方) (wyk. Under Girls)           | Takahiro Furukawa | Takahiro Furukawa |         |
| 3. | „Dakitsukō ka?” (jap. 抱きつこうか?) (wyk. AKB48 16th Generation Kenkyūsei) | Kentarō Ishii     | Kentarō Ishii     |         |
| 4. | „#sukinanda” (jap. ＃好きなんだ) (off vocal ver.)                           | Shintarō Itō      | Takayuki Ōta      |         |
| 5. | „Darashinai aishikata” (jap. だらしない愛し方) (off vocal ver.)             | Takahiro Furukawa | Takahiro Furukawa |         |
| 6. | „Dakitsukō ka?” (jap. 抱きつこうか?) (off vocal ver.)                       | Kentarō Ishii     | Kentarō Ishii     |         |

## Skład zespołu
Członkinie, które wzięły udział w nagraniu singla, zostały wybrane w drodze głosowania:
| „#sukinanda” |
| --- |
| - AKB48 Team A: Yui Yokoyama (7.) - AKB48 Team B: Mayu Watanabe (2.) - AKB48 Team 4: Juri Takahashi (11.) - AKB48 Team 4 / STU48: Nana Okada (9.) - SKE48 Team S: Jurina Matsui (3.) - SKE48 Team KII: Sarina Sōda (8.), Akane Takayanagi (15.), Nao Furuhata (14.) - SKE48 Team E: Akari Suda (6.) - NMB48 Team M: Akari Yoshida (16.) - NMB48 Team M / AKB48 Team A: Miru Shiroma (12.) - HKT48 Team H / STU48: Rino Sashihara (środek, 1.) - HKT48 Team KIV / AKB48 Team A: Sakura Miyawaki (4.) - NGT48 Team NIII: Ogino Yuka (5.), Rie Kitahara (10.), Hinata Honma (13.) |

| „Darashinai aishikata” |
| --- |
| - AKB48 Team K: Minami Minegishi (19.), Mion Mukaichi (środek, 17.) - AKB48 Team B: Rena Katō (21.), Seina Fukuoka (32.) - AKB48 Team 4: Saya Kawamoto (29.), Mako Kojima (24.) - AKB48 Team 8: Narumi Kuranoo (30.) - SKE48 Team S: Masana Ōya (22.) - SKE48 Team KII: Mina Ōba (26.), Kaori Matsumura (18.) - NMB48 Team N: Ririka Sutō (20.) - NMB48 Team BII: Yūri Ōta (27.) - HKT48 Team H: Miku Tanaka (28.) - HKT48 Team KIV: Madoka Moriyasu (31.) - NGT48 Team NIII: Moeka Takakura (25.), Rika Nakai (23.) |

| „Tomadotte tameratte” |
| --- |
| - AKB48 Team A: Yukari Sasaki (43.), Megu Taniguchi (45.) - AKB48 Team 4: Saho Iwatate (42.) - AKB48 Kenkyūsei: Satone Kubo (47.) - SKE48 Team KII: Yūna Egō (36.) - SKE48 Team E: Natsuki Kamata (44.), Rara Gotō (46.) - NMB48 Team M: Yūka Katō (środek, 33.) - NMB48 Team BII: Ayaka Okita (48.), Sae Murase (39.) - HKT48 Team H: Meru Tashima (40.) - HKT48 Team H / AKB48 Team B: Nako Yabuki (37.) - HKT48 Team KIV: Asuka Tomiyoshi (38.), Mai Fuchigami (34.) - HKT48 Team KIV / AKB48 Team 4: Mio Tomonaga (35.) - NGT48 Team NIII: Marina Nishigata (41.) |

| „Jibuntachi no koi ni kagitte” |
| --- |
| - AKB48 Team 4: Haruka Komiyama (52.) - AKB48 Team 8: Yui Oguri (51.) - AKB48 Kenkyūsei: Orin Mutō (55.) - SKE48 Team S / AKB48 Team 4: Ryōha Kitagawa (64.) - SKE48 Team KII: Yuki Arai (58.), Saki Takeuchi (56.) - SKE48 Team E: Haruka Kumazaki (63.) - NMB48 Team N: Miori Ichikawa (61.), Airi Tanigawa (57.) - NMB48 Team M / AKB48 Team 4: Nagisa Shibuya (60.) - HKT48 Team H: Riko Sakaguchi (środek, 49.), Natsumi Tanaka (50.), Natsumi Matsuoka (59.) - HKT48 Team KIV: Nao Ueki (54.), Aoi Motomura (62.) - NGT48 Team NIII: Maho Yamaguchi (53.) |

| „Tsuki no kamen” |
| --- |
| - AKB48 Team A: Yui Hiwatashi (73.) - AKB48 Team K: Shinobu Mogi (74.) - AKB48 Team B: Moe Gotō (76.) - AKB48 Team 4: Miyū Omori (75.) - AKB48 Team 8: Serika Nagano (67.), Nao Ōta (środek, 65.) - AKB48 Team 8 / AKB48 Team B: Nagisa Sakaguchi (69.) - SKE48 Team KII: Yuna Obata (72.) - SKE48 Team E: Sumire Satō (68.), Yuki Takahata (78.), Marika Tani (66.) - HKT48 Team TII: Hana Matsuoka (80.) - HKT48 Kenkyūsei: Aki Toyonaga (79.) - NGT48 Team NIII: Minami Katō (71.) - NGT48 Kenkyūsei: Yuria Kado (77.), Aya Miyajima (70.) |

| „Private Summer” |
| --- |
| Piosenka została zaśpiewana przez top 16 członkiń AKB48 49th Single Senbatsu Sōsenkyo x SHOWROOM - AKB48 Team B: Ma Chia-ling (12.) - AKB48 Team 8: Momoka Ōnishi (środek, 1.), Shiori Satō (3.), Karin Shimoaoki (5.), Nao Ōta (13.) - AKB48 Kenkyūsei: Suzuha Yamane (16.) - SKE48 Kenkyūsei: Miki Nonogaki (6.) - NMB48 Team N: Kokoro Naiki (9.) - NGT48 Team NIII: Yuka Ogino (11.), Rika Nakai (2.), Marina Nishigata (7.) - NGT48 Kenkyūsei: Ayuka Nakamura (4.), Miharu Nara (8.) - STU48: Haruka Sano (15.), Akari Fukuda (14.), Kaho Mori (10.) |

| „Give Up wa shinai” |
| --- |
| Piosenka została zaśpiewana przez członkinie, które zagrały w serialu Tofu Pro Wrestling. W nawiasach znajdują się ich pseudonimy. - AKB48 Team A: Yui Yokoyama (Long Speech Yokoyama) - AKB48 Team K: Haruka Shimada (Yumbo Shimada), Mion Mukaichi (Blackberry Mukaichi) - AKB48 Team B: Rena Katō (Cutie Renacchi), Yuria Kizaki (Pappara Kizaki) - SKE48 Team S: Jurina Matsui (Hollywood JURINA) (środek) - SKE48 Team KII: Nao Furuhata (Sax Furuhata) - NMB48 Team M / AKB48 Team A: Miru Shiroma (Dotonbori Shiroma) - HKT48 Team KIV / AKB48 Team A: Sakura Miyawaki (Cherry Miyawaki) (środek) |

| „Dakitsukō ka?” |
| --- |
| - AKB48 Kenkyūsei: Nanami Asai (środek), Kaori Inagaki, Izumi Umemoto, Haruka Kurosu, Minami Satō, Nagisa Shōji, Kurumi Suzuki, Manaka Taguchi, Misaki Taya, Ayami Nagatomo, Nanami Harima, Mai Honma, Ayaka Maeda, Saki Michieda, Orin Mutō, Kana Yasuda, Mizuki Yamauchi (środek), Suzuha Yamane |

## Notowania
| Lista                             | Pozycja |
| --------------------------------- | ------- |
| Oricon Weekly Singles Chart       | 1       |
| Oricon Yearly Singles Chart       | 2       |
| Billboard Japan Hot 100           | 1       |
| Billboard Japan Hot Singles Sales | 1       |

## Sprzedaż
| Dane wg         | Sprzedaż   |
| --------------- | ---------- |
| Oricon          | 1 129 165  |
| Billboard Japan | 1 149 543+ |